# きんくる 〜沖縄金曜クルーズ〜
『きんくる 〜沖縄金曜クルーズ〜』（きんくる おきなわきんようクルーズ）は、NHK沖縄放送局が沖縄県内向けに放送している地域情報番組。

## 概要
沖縄局では、2006年度に『沖縄情報市場』枠でローカルバラエティー番組として『おもろてれぐすく』を、第1金曜日夜の地域情報番組として『沖縄潮流』を、それぞれ放送していたが、NHKの改革による地域番組枠衰退に伴い終了。その代替番組として、2007年4月にスタートした（後に『沖縄潮流』の後継として『ドキュメント沖縄』がスタート）。
内容は、出演者の個性によりバラエティータッチとはなっているが、沖縄県が抱える様々な問題や、県内で活躍している人たち・これからの活躍が期待される人たちに焦点を当て、掘り下げていくというもの。スタジオのセットは「沖縄の海を航海中の船」をコンセプトにしたものとなっている。番組ホームページでは出演者が過去の内容を振り返っているが、コンセプトに合わせて「航海日誌」と銘打たれている。
基本的に生放送で、地元の人であれば放送を生で見ることができる公開番組となっている（一部回は収録・非公開）。また、2007年5月19日には、『NHKネットワーク54』で、地元差し替えを行っていない全国で「沖縄の美少女事情」が、2007年6月30日には同枠で「変わる？沖縄結婚式」が放送された。
なお、番組立ち上げにかかわった武田真一は、わずか2年足らずで東京へ戻ることとなった。2008年3月21日の放送（第28回）で、武田に加え、アシスタントを務めていた新城美幸もが退任挨拶、及び新年度の番組継続と津波の継続出演が告知された。。
同年3月26日の2008年度新番組・担当者発表記者会見で、名古屋から異動する飯田紀久夫が新たに担当となることが発表された。また後任のアシスタントは、津波が主宰する劇団から起用された。なお、4月4日、沖縄尚学高等学校が第80回記念選抜高等学校野球大会で2度目の優勝を遂げたため、急遽『きんくる』が編成され、前任者・武田の『ニュース7』の後を受ける形で飯田らがデビューした。
2023年7月14日放送分から放送終了後、NHKプラスの「ご当地プラス（九州・沖縄エリア）」において見逃し配信の対象となっている。（2週間視聴可能）

### 本土復帰50年特集
2021年度には、2022年の沖縄本土復帰50周年記念「つなぐ未来へ」キャンペーンの一環として、全5本からなる特別シリーズ（1本75分）が放送され、この内容を2022年5月9-12日深夜（10-13日未明）と、5月15日深夜（16日未明）の『ミッドナイトチャンネル』で再構成し、全国放送された。また第5回「どこにもないテレビ」は、ドキュメンタリーの部分を抽出・再構成し、ジョン・カビラのナレーションを入れた単独の特番としても放送されている。
| 回 | 県内放送日     | 全国放送日    | テーマ                     | ゲスト                                                    | ゲスト                                                                             |
| -- | -------------- | ------------- | -------------------------- | --------------------------------------------------------- | ---------------------------------------------------------------------------------- |
| 1  | 2021年5月14日  | 2022年5月9日  | 基地と政治                 | 西銘むつみ（解説者。沖縄局記者・ニュースデスク。5回通し） |                                                                                    |
| 2  | 2021年10月1日  | 2022年5月10日 | 暮らしと経済               | 西銘むつみ（解説者。沖縄局記者・ニュースデスク。5回通し） |                                                                                    |
| 3  | 2021年11月26日 | 2022年5月11日 | スポーツに夢を乗せて       | 西銘むつみ（解説者。沖縄局記者・ニュースデスク。5回通し） | きゃんひとみ（元琉球放送出身のフリーアナウンサー）                                 |
| 4  | 2022年1月21日  | 2022年5月12日 | 沖縄ソウルフードジャーニー | 西銘むつみ（解説者。沖縄局記者・ニュースデスク。5回通し） |                                                                                    |
| 5  | 2022年3月18日  | 2022年5月15日 | どこにもないテレビ         | 西銘むつみ（解説者。沖縄局記者・ニュースデスク。5回通し） | 武田真一（大阪局アナウンサー。ゲストMC）、山里孫存（沖縄テレビ放送プロデューサー） |

## 放送日時
いずれも沖縄県内の総合テレビ。
- 本放送：概ね毎月1回程度の金曜日 19:30 - 19:55（通常週は福岡放送局製作の九州ブロック番組「The Life」を生放送している）
- 再放送：その週の編成により以下のうちのいずれかで放送。
  - 本放送翌日の土曜日 9:00 - 9:25
  - 本放送の翌週の水曜日か木曜日 11:05 - 11:30（現在）

※再放送の日程については番組のホームページを参照。
毎週放送されていたころの第1金曜は「ドキュメント沖縄」を放送するためこの番組は休止。またその他随時九州ブロック番組やNHKスペシャルなどの全国放送を組む場合があり休止となる日もある。また直前の「NHKニュース7」が枠拡大される際は番組が臨時休止になったり、放送時間が繰り下がる場合がある。
なお過去に九州ブロック番組の「特報フロンティア」はこの番組が放送された場合、沖縄地区では日曜日7:45-8:10の放送が初回扱いとなっていた。

## 出演者
- 津波信一（ローカルタレント、開始当初から）
武田降板後は飯田より年下ながら「船長」役を引き継いだ。
- 安良波明里（あらは めいり/MEIRI、2018年度からアシスタント）

※このほかに、毎週の内容に合わせたゲストも参加。

### 過去の出演者
- 武田真一（NHKアナウンサー、2007年度「船長」）
- 飯田紀久夫（同上、2012年6月に広島に異動するまで沖縄局の放送部アナウンス担当副部長の役職にあった）
- 塚本堅一（同上、2012年6月 - 2015年3月）
- 大橋拓（同上、2015年4月 - 2019年3月）
- 池間昌人（同上、2019年4月 - 2020年3月）
- 竜田理史（同上、2020年4月 - 2021年3月）
- 荒木さくら（同上、2021年4月9日 - 2023年3月1日）
- 大谷奈央（同上、2023年4月7日 - 2025年3月14日）
- 新城美幸（ローカルタレント、2007年度アシスタント）
- 新城愛理（しんじょう あいり、ローカルモデルで、津波が主宰する劇団に参加。2008年度アシスタント）
- 石原萌（元Folder5メンバー、2009年 - 2010年度アシスタント）
- 川満彩杏（かわみつ あい、2011年 - 2017年度アシスタント）